# 地域医療機能推進機構熊本総合病院
地域医療機能推進機構熊本総合病院（ちいきいりょうきのうすいしんきこうくまもとそうごうびょういん）は、熊本県八代市にある医療機関。独立行政法人地域医療機能推進機構が運営する病院である。通称JCHO熊本総合病院（ジェイコーくまもとそうごうびょういん）。

## 沿革
- 1948年 - 開設：厚生省 100病床の健康保険八代総合病院として開院。
- 1958年 - 全国社会保険協会連合会に経営委託。
- 2000年 - 段階的増床 最終344床（一般340床、感染症4床）
- 2013年 - 1月 新病院竣工、名称を健康保険熊本総合病院に変更。
- 2014年 - 4月 独立行政法人地域医療機能推進機構(JCHO)に運営が移管され、名称を現在の独立行政法人地域医療機能推進機構熊本総合病院（JCHO熊本総合病院）に変更。

## 診療科
- 内科
  - 血液内科
  - 呼吸器内科
  - 循環器内科
  - 消化器内科
  - 神経内科
  - 腎臓内科
  - 糖尿病・内分泌内科
- 外科
- 心臓血管外科
- 整形外科
- 産婦人科
- 眼科
- 耳鼻咽喉科・頭頚部外科
- 脳神経外科
- 泌尿器科
- 放射線科・放射線治療科
- 皮膚科
- 病理診断科
- 麻酔科

診療施設（センター）
- 循環器センター
- 糖尿病センター
- 腎センター
- がんセンター
- 内視鏡センター
- 救急救命センター
- 集中治療センター
- 中央手術センター
- 健康管理センター
- 超音波センター

診療協力部門
- 看護部
- 薬剤部
- 臨床工学部
- 画像診断・治療センター
- リハビリテーション部
- 検査部
- 栄養管理室

医療支援部門
- 医療連携室
- 医療安全管理室
- 感染防止対策室
- 医学資料室

## 病院内施設
- 売店（1階）
- カフェ（1階）
- レストラン（14階）
- 駐車場（350台収容、平日は熊本総合病院利用者のみ無料、土日祝は無料開放）

病室（個室）ではインターネット接続ができる無線LANが提供されている。

## 医療機関の指定等

### 施設認定
- 日本内科学会認定医制度教育関連病院
- 日本循環器学会循環器専門医研修施設
- 日本糖尿病学会認定教育施設
- 日本消化器病学会認定施設
- 日本外科学会外科専門医制度修練施設
- 日本消化器外科学会専門医修練施設
- 日本消化器内視鏡学会認定指導施設
- 日本肝臓学会認定関連施設
- 日本整形外科学会専門医制度研修施設
- 日本耳鼻咽喉科学会専門医研修施設
- 日本アレルギー学会教育施設
- 日本泌尿器科学会専門医教育施設
- 日本脳神経外科学会専門医認定研修プログラム関連施設
- 日本乳癌学会認定医・専門医制度関連施設
- 日本がん治療認定医機構認定研修施設
- 日本透析医学会専門医制度教育関連施設
- 日本医学放射線学会放射線科専門医修練機関
- 日本麻酔科学会麻酔科認定病院
- 日本病理学会研修登録施設
- マンモグラフィ検診施設画像認定施設
- 日本病態栄養学会栄養管理・ＮＳＴ実施施設

### 各種指定医療施設
- 保険医療機関
- 地域医療支援病院
- 救急告示病院
- 熊本県指定がん診療連携拠点病院
- 臨床研修指定病院（協力型）
- 指定自立支援医療機関（更生・育成）
- 指定難病指定医療機関
- 指定小児慢性特定疾病医療機関
- 生活保護法指定医療機関
- 結核指定医療機関
- 原子爆弾被爆者一般疾病医療機関
- 労災保険二次検診等給付指定医療機関
- 第二種感染症指定医療機関
- 災害支援病院
- エイズ協力病院
- 病院群輪番制
- ＤＰＣ対象病院
- 特定給食施設

## 交通アクセス
- 総合病院前バス停より徒歩1分